# 五所川原市立松島小学校
五所川原市立松島小学校（ごしょがわらしりつ まつしましょうがっこう）は、青森県五所川原市にある公立小学校。

## 概要
- 本校は、概ね旧松島村域を学区する。

## 沿革
- 1934年（昭和9年）6月19日 - 吹畑・金山・一野坪・水野尾の各尋常小学校が統合し、松島尋常小学校設立。金山・一野坪・水野尾の各尋常小学校は、本校の分教場となる。
- 1937年（昭和12年） - 金山・一野坪・水野尾の各分教場が昇格・独立。
- 1941年（昭和16年）4月1日 - 国民学校令により、松島国民学校に改称。
- 1947年（昭和22年）4月1日 - 学制改革（新学制制度発足）により、松島村立松島小学校に改称。
- 1954年（昭和29年）10月1日 - 松島村と五所川原町が合併した（旧）五所川原市誕生により、五所川原市立松島小学校に改称。
- 1961年（昭和36年）4月1日 - 金山・水野尾の各小学校を統合。
- 1962年（昭和37年）3月30日 - 校舎落成式挙行。
- 1996年（平成8年）3月 - 鉄筋コンクリート造の校舎建設[1]。
- 1997年（平成9年）3月 - 鉄筋コンクリート造の体育館建設[1]。

## 交通
- 弘南バス七和線で、「末広口前」バス停より、
  - アクロスプラザ五所川原前・エルムの街・つがる総合病院前・五所川原駅前経由五所川原営業所行のりばから、徒歩約680m・約10分。
  - 梅田北口経由上高野行のりばから、徒歩約740m・約11分。
- JR五能線五所川原駅・津軽鉄道津軽五所川原駅から、
  - 上述の弘南バス七和線に乗車し、「末広口前」バス停下車後、徒歩。
  - 車で約3.2km・約7分。
- 津軽自動車道五所川原ICから、車で約680m・約2分。

## 周辺
- スポーツアカデミー五所川原
- 五所川原広域農道（こめ米(まい)ロード）
- 社会福祉法人松島中央厚生会幼保連携型認定こども園津軽野 - 進級前こども園のひとつ
- 津軽自動車道 - ただし、付近にインターチェンジは無い。
- 天神川

## 参考資料
- 『五所川原市史 下巻』（五所川原市・1998年3月31日発行）638頁「第七編 現代の五所川原・第二章 市制施行後の五所川原 第五節教育と文化・一 諸学校の変遷」及び同史637頁「図26 小学校変遷図」
- 『青森県教育史 別巻』（青森県教育委員会・1973年12月20日発行）733～734頁「学校沿革 小学校 松島小学校」